# Samuel Hamen
Samuel Hamen (* 1988 in Luxemburg-Stadt) ist ein luxemburgischer Schriftsteller, Kritiker und Literaturwissenschaftler.

## Leben
Samuel Hamen wuchs in Diekirch (Luxemburg) auf und studierte an der Universität Heidelberg Deutsch und Geschichte. Er schreibt Prosa, Lyrik sowie Theatertexte auf Luxemburgisch und Deutsch. Als Kritiker beschäftigt er sich u. a. für den Deutschlandfunk mit deutschsprachiger Gegenwartsliteratur, als Literaturwissenschaftler mit Autoren wie Thomas Kling und der luxemburgischen Literaturgeschichte. Er war von 2020 bis 2023 Gründungspräsident des luxemburgischen Schriftstellerverbands A:LL. Hamen lebt als freier Autor in Heidelberg und Diekirch.

## Werke (Auswahl)
Prosa
- LTZBG. Dräi Monologer (Editions Guy Binsfeld, 2025)
- Wie die Fliegen, Roman (Diaphanes, 2023)
- Quallen. Ein Portrait (Matthes & Seitz Berlin, 2022)
- Zeeechen, Erzählungen (Éditions Guy Binsfeld, 2020)
- V wéi vreckt, w wéi Vitess, Erzählung (Editions Guy Binsfeld, 2018)

Theater
- Blablablastik. Ein Live-Hörspiel (Centre des Arts Pluriels Ettelbruck, Kasemattentheater, 2025)
- Ech sinn um Enn vun deem, wat ass. Ee Monolog iwwer d’Virstellungskraaft (Théâtre national du Luxembourg, Luxemburg-Stadt, 2024)
- De Geescht oder D’Mumm Séis (Théâtres de la Ville de Luxembourg, 2023)
- False Sun. Scenes from Anna Kavan’s Literature (Théâtre national du Luxembourg, Luxemburg-Stadt, 2023)[5]
- Was heißt hier Liebe? (Escher Theater, Esch, 2020)[6]
- ëm- (MASKéNADA, Wiltz, 2019)

Sonstiges
- Rede zur Literatur (Verhaltensweisen), (Centre national de littérature, Mersch, 2023)
- Leopold Hoffmann. Ausgewählte Werke, vorgestellt und kommentiert von Samuel Hamen (Centre national de littérature, Mersch, 2020)

## Auszeichnungen
- 2024 Prix Servais für Wie die Fliegen
- 2024–27 Hausautor der Kulturfabrik (Esch an der Alzette)
- 2022–24 Hausautor des Théâtre National du Luxembourg
- 2022 Stipendiat der Roger-Willemsen-Stiftung
- 2021 Stipendiat der Kunststiftung Baden-Württemberg
- 2020 Luxemburger Buchpreis für Zeeechen
- 2020 Stipendiat der Bourse Bicherfrënn (Literarisches Colloquium Berlin)
- 2019 1. Preis beim Nationalen Literaturwettbewerb (Luxemburg)
- 2018 3. Preis beim Nationalen Literaturwettbewerb (Luxemburg)
- 2016 Hans-Bernhard-Schiff-Literaturpreis (Saarbrücken; unter dem Pseudonym Linus I. Molitor)